# Forces aériennes libanaises
Les Forces aériennes libanaises ((ar) القوات الجوية اللبنانية) sont l'une des trois branches des Forces armées libanaises avec l'armée de terre et Les forces navales. Le sceau de l'armée de l'air est constitué d'une cocarde avec deux ailes et un cèdre du Liban, entouré de deux feuilles de laurier sur fond bleu. L’armée de l’air libanaise ne dispose pas d’avion de combat, sa flotte est relativement faible.

## Histoire
Les forces de l'air libanaise ont été créées le 10 juin 1949 à la base aérienne de Riyak sous les ordres du Lieutenant Colonel Émile Boustani. Quelque temps après leur création, les gouvernements britannique et italien ont donné au Liban différents types d'appareils.
Grande-Bretagne : 4 avions d’entraînements Percival Prentice et 2 Percival Proctor datant de la Seconde Guerre mondiale.
Italie : 4 bombardiers Savoia-Marchetti SM.79 Sparviero
En 1953 les chasseurs à réaction ont été introduits aux forces de l'air par le don de 16  Havilland Vampire de la part de la Grande-Bretagne puis en 1958 avec des Hawker Hunters toujours de la part de la Grande-Bretagne. En 1968 12 Mirage III ont été donnés par la France cependant leur utilisation s'est toujours limitée aux vols d'entrainement et aux parades militaires à cause des manques de moyens. Les 10 survivants ont fini par être vendus au Pakistan en 2000 dans un état comme neuf.
Aujourd'hui à cause du manque d'avions de combat la doctrine de l'armée de l'air libanaise repose essentiellement sur les hélicoptères relativement âgés et les avions légers tels que le A-29 Super Tucano.
En 2021 les États-Unis ont offerts 6 hélicoptères MD500-F à l’armée libanaise. 

## Escadrons
| Escadrons        | Base aérienne                                     |
| 1er escadron     | Aéroport international de Beyrouth - Rafic Hariri |
| 4éme Escadron    | Aéroport international de Beyrouth - Rafic Hariri |
| 7éme Escadron    | Base aérienne de Wujah Al Hajar (en)              |
| 8éme Escadron    | Base aérienne de Rayak                            |
| 9éme Escadron    | Base aérienne de Wujah Al Hajar (en)              |
| 12éme Escadron   | Aéroport international de Beyrouth - Rafic Hariri |
| 14éme Escadron   | Base aérienne René Mouawad (en)                   |
| 15éme Escadron   | Base aérienne de Rayak                            |
| Vol présidentiel | Aéroport international de Beyrouth - Rafic Hariri |
| ---------------- | ------------------------------------------------- |

## Équipement
[Quand ?]
L'armée libanaise possède approximativement 23 hélicoptères Bell UH-1H (qui appartenaient auparavant à l'armée américaine). Ils sont utilisés dans tout le pays pour différentes missions.

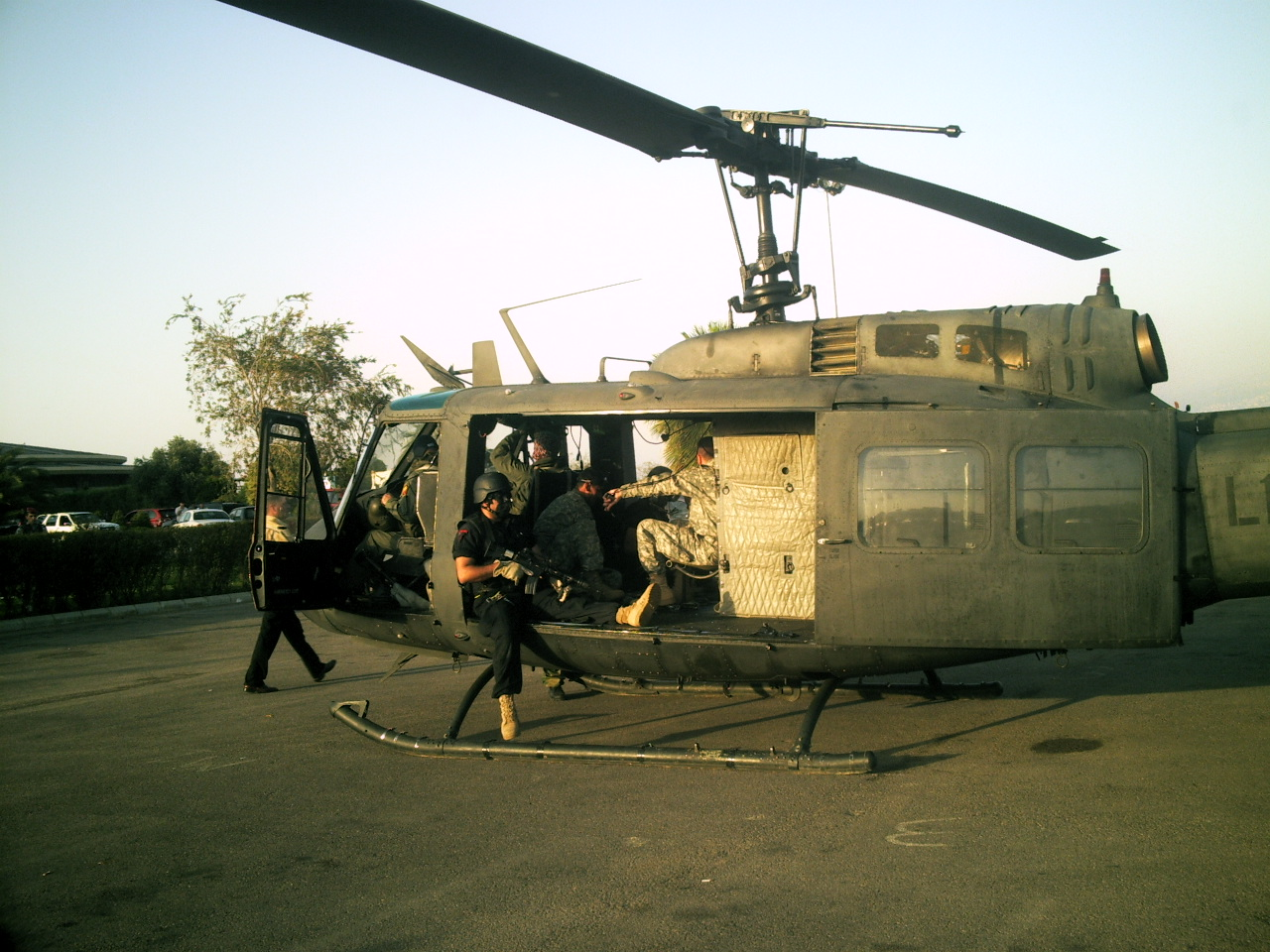
UH-1H de l'armée libanaise.

L'armée de l'Air a acquis en 2006 quatre nouveaux hélicoptères Robinson R44 Raven II, qui sont utilisés pour la formation des nouveaux pilotes, et pour la surveillance. Ce nouvel escadron est basé à la base aérienne de Rayak dans la partie est du pays.
Début 2007, quatre hélicoptères Agusta-Bell AB.212 ont été remis en service à la suite de la réception de pièces de rechange pour 1 million d'Euros dans le cadre d'un programme d'aide italien, et neuf hélicoptères SA-342 Gazelle avec des capacités antichar ont été reçus des Émirats arabes unis, 7 de ces derniers sont en service en 2015.
En décembre 2008, la Russie a annoncé que 10 Mig 29 seront délivrés à l'armée libanaise courant l'année 2009,. Par la suite, ce transfert a eu, le Liban jugeant le coût de maintenance de ces avions très élevé par rapport à son budget défense et mal adapté à l'étroitesse du pays. Ce contrat s'est transformé en projet d'acquisition en cours de réalisation de 6 hélicoptères lourds d'attaque Mil Mi-35 (version export du célèbre Mil Mi-24 Hind D) qui ne s'est pas matérialisé en 2015.
Elle dispose également depuis de AC-208 Combat Caravan payés par l'USAF, un premier livré en 2009, un deuxième d'une valeur de 14,7 millions de dollars livrable en 2013 et un troisième en service en novembre 2015.
En décembre 2012, l'armée libanaise a reçu 6 « Huey II ». La version moderne du célèbre Huey a été donnée par le gouvernement américain au cours d’une cérémonie qui s’est tenue à la base aérienne de Beyrouth. Cet évènement se déroula en présence du chef d’état-major Omar Salman ainsi que de l’ambassadrice des États-Unis, Maura Connelly.
Début novembre 2015, le Liban annonce la commande de six appareils Embraer EMB 314 Super Tucano qui remplaceront d'ici 2019 les Hawker Hunter survivants.

## Équipement actifs
| Hélicoptères                       | Origine           | Mission                                                                                 | Total |
| ---------------------------------- | ----------------- | --------------------------------------------------------------------------------------- | ----- |
| Huey II                            | États-Unis        | Transport de troupes / Forces Spéciales / Surveillance des frontières / Search & Rescue | 35    |
| Hughes MD 500 Defender             | États-Unis        | Hélicoptères d'attaque                                                                  | 5     |
| R44 Raven II                       | États-Unis        | Formation des pilotes / Surveillance / Transport VIP                                    | 6     |
| Sud-Aviation SA340/341/342 Gazelle | France            | Hélicoptères d'attaque / Appui de troupes                                               | 8     |
| SA 330 Puma                        | France / Roumanie | Hélicoptères de transport                                                               | 11    |
| Sikorsky S-61                      | États-Unis        | Search & Rescue                                                                         | 3     |
| AgustaWestland AW139               | Italie            | Transport VIP                                                                           | 1     |

| Avions                       | Origine     | Type                    | Total | État   | Notes                                              |
| ---------------------------- | ----------- | ----------------------- | ----- | ------ | -------------------------------------------------- |
| Embraer EMB 314 Super Tucano | Brésil      | Avion de combat         | 6     | Actifs | - 6 Embraer EMB 314 actifs                         |
| Cessna 208B Caravan          | États-Unis  | Attaque et transport    | 3     | Actifs | Équipé d'une caméra MX-15 et de missiles Hellfire. |
| Scottish Aviation Bulldog    | Royaume-Uni | Entrainement de base    | 3     | Actifs |                                                    |
| Boeing ScanEagle             | États-Unis  | Drone de reconnaissance | 6     | Actifs | Réceptionnés le 4 avril 2019                       |
| RQ-11 Raven                  | États-Unis  | Drone de reconnaissance | 12    | Actifs | Donné en 2009                                      |

## Équipement retirés et hors services
| Aircraft                         | Total | Notes |
| -------------------------------- | ----- | --- |
| Aérospatiale SA-319 Alouette II  | 3     | Retirés du service militaire, actuellement utilisés pour la pulvérisation de pesticides pour l'agriculture |
| Agusta-Bell AB.212               | 5     | Prévus pour être remis en service                                                                          |
| Dassault Falcon 20               | 1     | |
| De Havilland D.H.104             | 1     | |
| De Havilland Vampire             | 16    | |
| Fouga Magister CM-170            | 10    | Quatre d'entre eux seront rénovés et remis en service à des fins de formation                              |
| Havilland Chipmunk               | 6     | |
| Macchi MB-308                    | 1     | |
| North American T-6 Texan         | 16    | |
| Percival Prentice                | 3     | |
| Percival Proctor                 | 3     | |
| Savoia-Marchetti SM.79           | 4     | Un a été donné au musée italien Museo dell'Aeronautica Gianni Caproni                                      |
| Sud Aviation SA-319 Alouette III | 14    | |